# Abd al-Chalik Sarwat
Abd al-Chalik Sarwat, arab. ‏عبد الخالق ثروت‎ (ur. 1873, zm. 1928) – egipski polityk, premier Egiptu w 1922 oraz od 1927 do 1928.

## Życiorys
Prawnik z wykształcenia. Razem z Mustafą Kamilem działał w egipskim ruchu narodowym, następnie w Partii Liberalno-Konstytucyjnej. Uważany był za polityka uzdolnionego, bezdyskusyjnie uczciwego i lojalnego. 1 marca 1922 został pierwszym premierem Egiptu po formalnym wycofaniu się Wielkiej Brytanii z protektoratu nad nim i ogłoszeniu go suwerennym państwem (z zastrzeżeniami zwłaszcza w zakresie obronności). Za najważniejsze zadania swojego rządu uważał opracowanie konstytucji i stworzenie egipskiego parlamentaryzmu. Wobec Wielkiej Brytanii prowadził politykę ugodową. Od początku urzędowania pozostawał w skomplikowanych relacjach z królem Fuadem, nastawionym bardziej antybrytyjsko i dążącym do uzyskania jak największej realnej władzy dla siebie.
W kwietniu 1922 na wniosek Sarwata pracę rozpoczęła 30-osobowa komisja konstytucyjna. Pierwszy opracowany przez nią projekt ustawy zasadniczej przewidywał trójpodział władzy, a na czele władzy wykonawczej stawiał króla, nadając mu również prawo rozwiązania parlamentu oraz prawo weta. Monarcha negatywnie ustosunkował się do tak opracowanej konstytucji, niezadowolony z istniejących w niej mimo wszystko ograniczeń jego kompetencji. Porozumiał się z opozycyjną partią Wafd. W listopadzie 1922 rząd Sarwata upadł; bezpośrednią tego przyczyną była intryga kierującego Kancelarią Królewską Taufika Nasima. On też został nowym premierem.
W 1924 Sarwat otrzymał propozycję wejścia do rządu Ahmada Ziwara, jednak odmówił, gdyż dymisję poprzedniego gabinetu Sada Zaghlula, przywódcy Wafdu, wymusiła Wielka Brytania. Wszedł natomiast do rządu Adlego Jakina w 1926; gabinet ten wspólnie sformowały Wafd (zwycięzca kolejnych wyborów parlamentarnych), Partia Liberalno-Konstytucyjna i Partia Nacjonalistyczna. Objął tekę ministra spraw zagranicznych i w 1927 udał się do Londynu, gdzie prowadził rozmowy w sprawie wycofania się Wielkiej Brytanii z ingerowania w politykę egipską. W kwietniu tego samego roku, gdy dotychczasowy premier podał się do dymisji z powodu wewnętrznych sporów w rządzie, Sarwat zastąpił go na stanowisku. Bez porozumienia z parlamentem, a nawet bez konsultacji z innymi członkami gabinetu, kontynuował rozmowy z Brytyjczykami. Wynegocjowany przez niego w listopadzie 1927 traktat egipsko-brytyjski zakładał odebranie obywatelom brytyjskim immunitetu sądowniczego, jaki dotąd posiadali w Egipcie, nie przewidywał natomiast wycofania oddziałów brytyjskich z terytorium kraju. W marcu 1928 parlament egipski odmówił ratyfikowania traktatu w takim brzmieniu, co stało się przyczyną dymisji rządu Sarwata. Były premier zmarł wkrótce potem.